# Taubenhaus

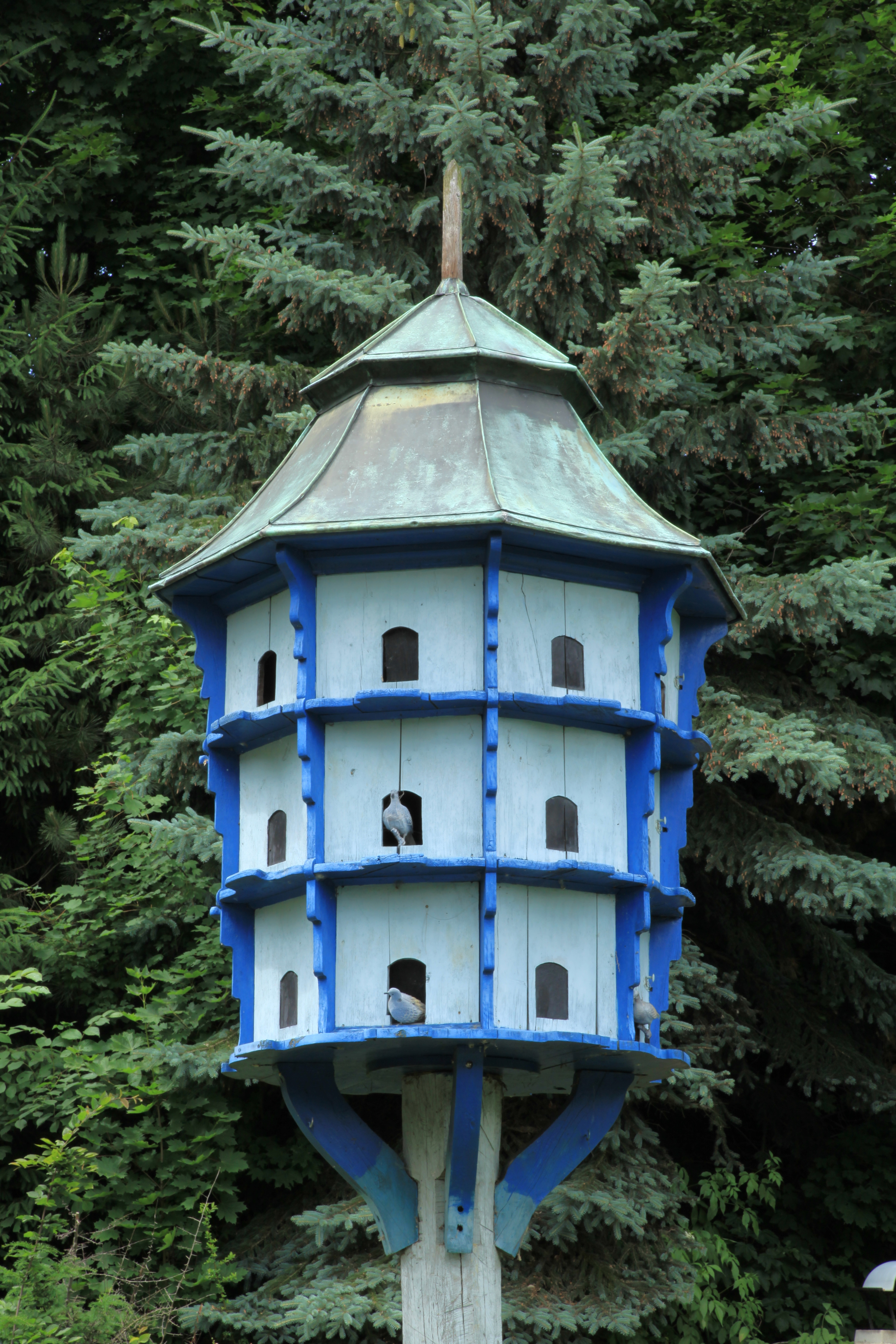
Taubenhaus in Löbau, Sachsen

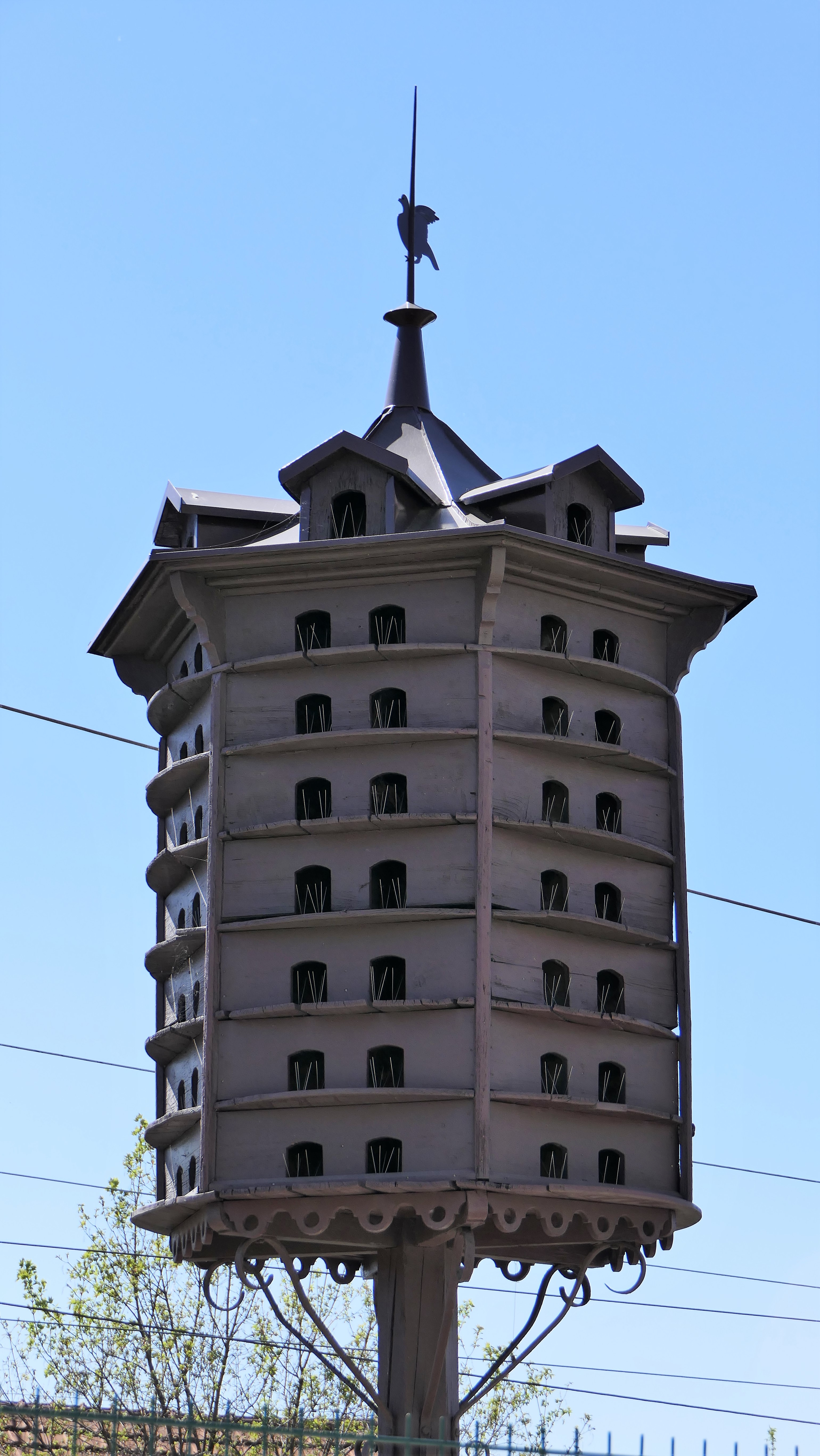
Sechseckiges Taubenhaus mit acht Etagen in Litoměřice

Taubenhäuser dienen der Haltung von Haustauben. Sie wurden häufig in Sachsen und darüber hinaus, besonders auf Ritter- und Bauerngütern, aufgestellt. Sie werden auch als Taubenpfähle, Taubenpfeiler oder Taubentürme bezeichnet. In Altbayern und Österreich werden sie auch Taubenkobel genannt.
Im nordostbayerischen Raum wurden Taubenräder, aus Stroh geflochtene, auf einem Wagenrad drehbar gelagerte Taubenhäuser, errichtet.
Die landwirtschaftliche Haltung von Tauben war mit wenig Aufwand verbunden, wenn sich die Tauben im Freiflug selbst ernähren konnten. Tauben sind sehr fruchtbare Tiere und können mehrmals im Jahr Nachwuchs liefern. Ihr Fleisch war früher sehr geschätzt, weil Taubenfleisch als gesund und schmackhaft galt und eine Bereicherung des Speisezettels darstellte, die auch in Notzeiten verfügbar war. Außerdem wurde der Taubenmist als nährstoffreicher Dünger verwertet.
Im übertragenen Sinn ist ein Taubenhaus (Columbaria, Genecium, Frauenhaus) nach dem Anthropologen und Sexualforscher Ernest Bornemann auch Folgendes: der Privatharem eines fränkischen Grundherrn des Mittelalters. Das Wort ist eine Übersetzung des lateinischen Spottnamens, den die Grundherren selber ihren Mägdehäusern gegeben haben. Die hörige Magd war die Columba, die „Taube“ des Herrn, mit der er tun konnte, was er wollte.

## Beschreibung

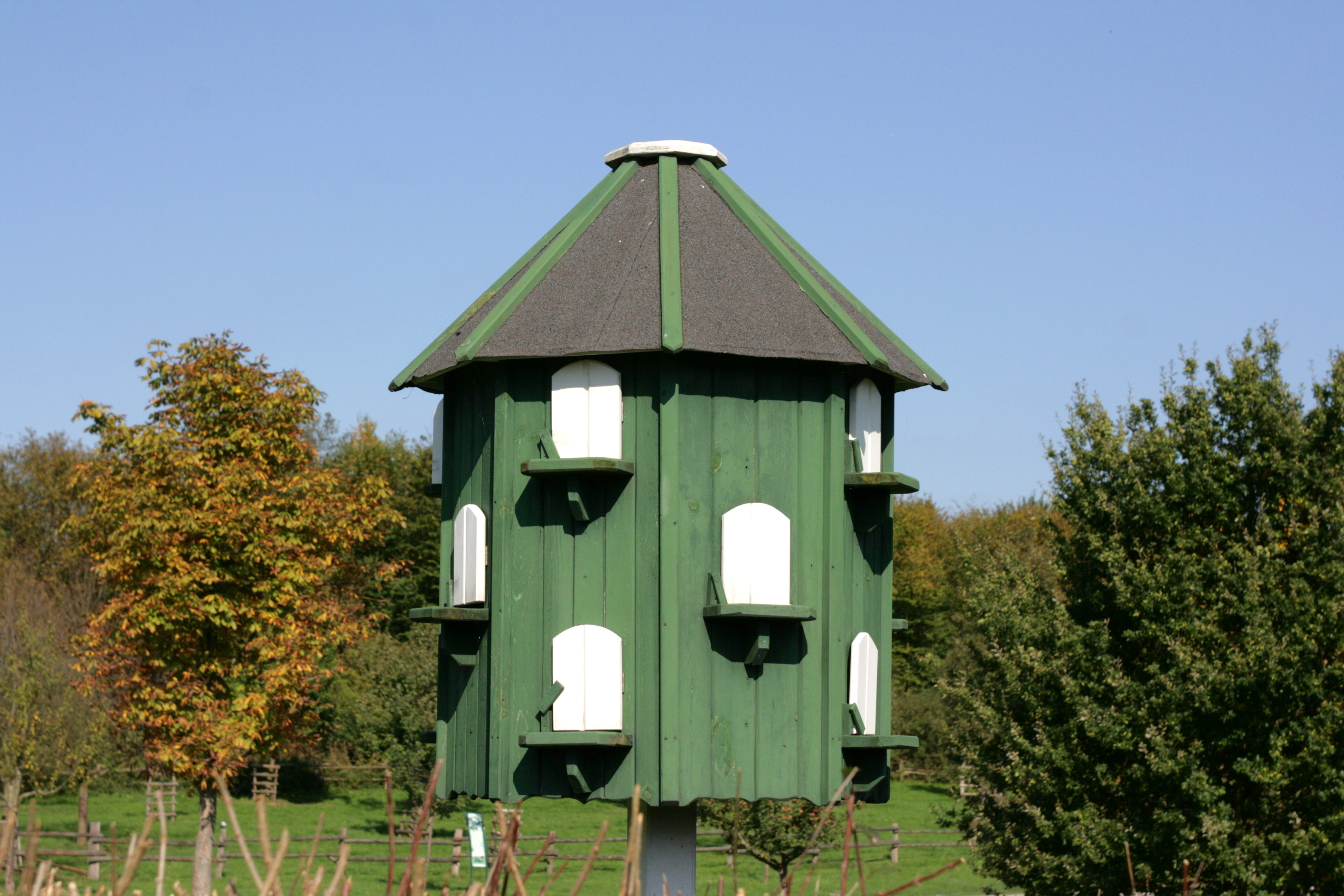
Achteckiges Taubenhaus mit verschlossenen Fluglöchern im Bergischen Freilichtmuseum Lindlar

Ein Taubenhaus ist ein meist aus Holz gebautes kleines Haus, das auf einer runden drei Meter hohen Säule ruht, die zum Schutz vor Räubern (Marder, Ratten) mit Blech beschlagen sein kann. Die Form des Häuschens kann vier-, sechs-, achteckig oder auch rund sein. Die Dachbedeckung besteht aus mit Dachpappe benagelten Brettern, aus Ziegel oder Schiefer. Taubenhäuser haben zu jeder Seite ein Flugloch mit Fallbrett, das zum Öffnen und Schließen des Ein- und Ausganges dient. Zum Verschließen können auch die unter dem Flugloch angebrachten Flugbretter genutzt werden, die den Tauben zum Anflug und als Rastplatz dienen. Das Flugloch selbst ist viereckig oder rund, ähnlich einem Bogenfenster. Da es im Taubenhaus recht dunkel wird, wenn die Fluglöcher verschlossen sind, werden zu jeder Hauptseite Fensterscheiben angebracht und zum Schutz mit Draht bespannt. Die innere Einrichtung der Taubenhäuser ähnelt denen der Taubenkästen.

## Nachteile
Taubenhäuser bieten den Haustauben nur unzureichenden Schutz vor Witterungseinflüssen, Haarraubwild (Marder, Iltis, Wiesel, wildernde Katzen), Krähen und Elstern. Sie lassen sich nur schwer reinigen und schlecht desinfizieren und sind daher gute Brutstätten für Ungeziefer. Nester und Tauben lassen sich nur schwer kontrollieren. Die Pflege erkrankter Tauben ist nur eingeschränkt möglich. Der Halter von in Taubenhäusern untergebrachten Tauben muss daher ungenügende Zuchtergebnisse und Flugleistungen seiner Schützlinge sowie erhöhte Tierverluste durch natürliche Feinde und Krankheiten, besonders der Jungen, in Kauf nehmen.

## Entstehung und Formen
Für das Taubenhaus übernahm man die häufig bestehende Hausform: das hölzerne Langhaus mit strohgedecktem Satteldach, das zum Schutz vor Katze, Marder, Iltis und Wiesel auf Pfähle gestellt wurde. In der statisch einfachsten Lösung wurde das Haus auf vier Säulen gestellt. Später beschränkte man sich auf zwei Säulen mit seitlichen Verstrebungen. Wurde das Längshaus zu einem Quadrat verkürzt, konnte eine weitere Stütze gespart werden und die Sicherheit der Tauben gegen tierische Räuber wurde noch größer. Der quadratische Grundriss wurde beliebig zum Sechseck oder Achteck variiert. Kreuzformen blieben Ausnahmen.

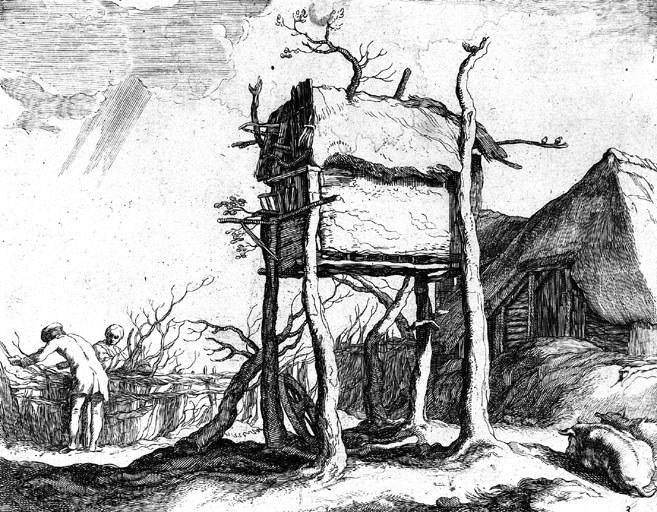
Altes (niederländisches?) Taubenhaus in einer Radierung von Abraham (1564–1651) und Frederik Bloemaert (1610–1669).
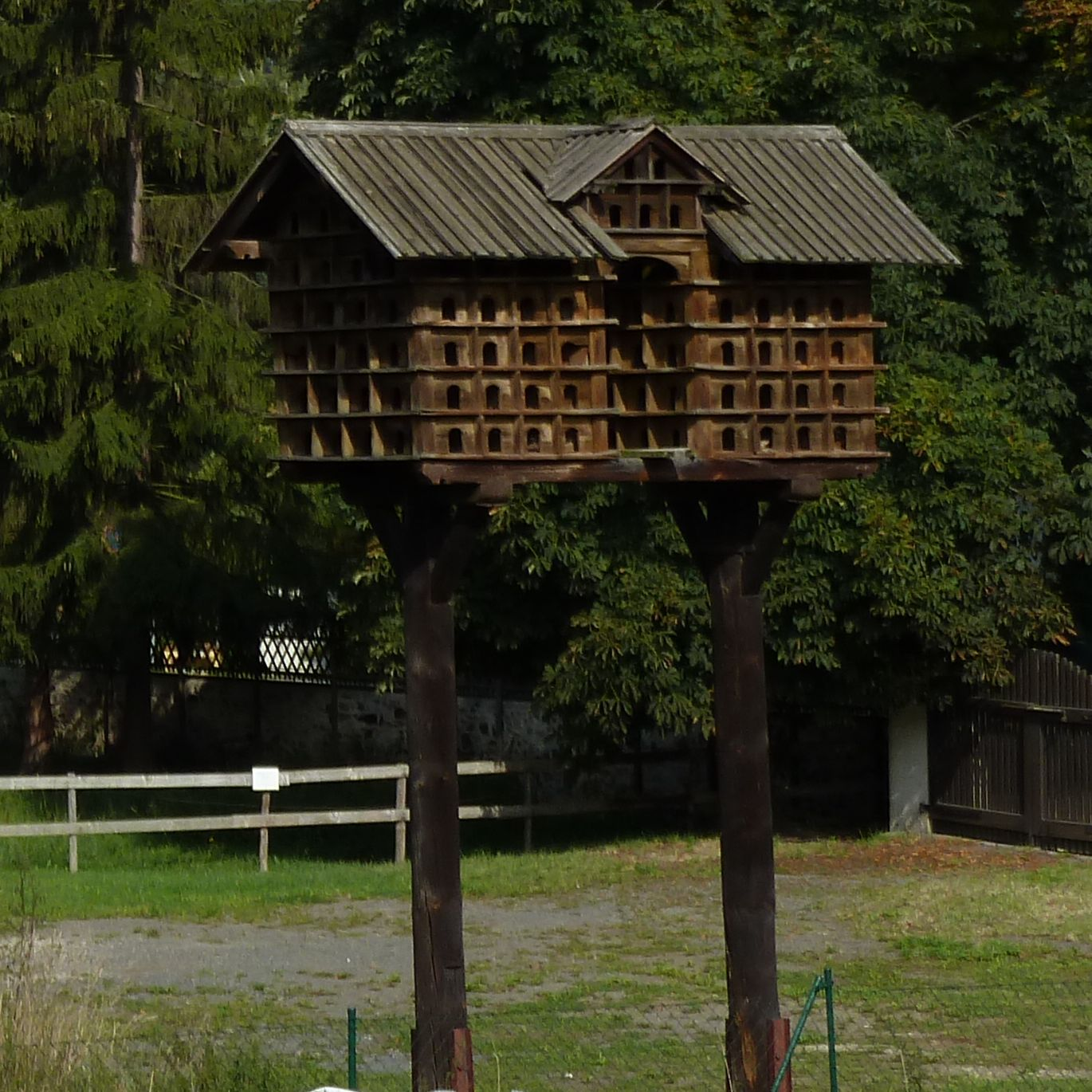
Taubenhaus auf zwei Pfählen im ehemaligen Rittergut Kürbitz im Vogtland
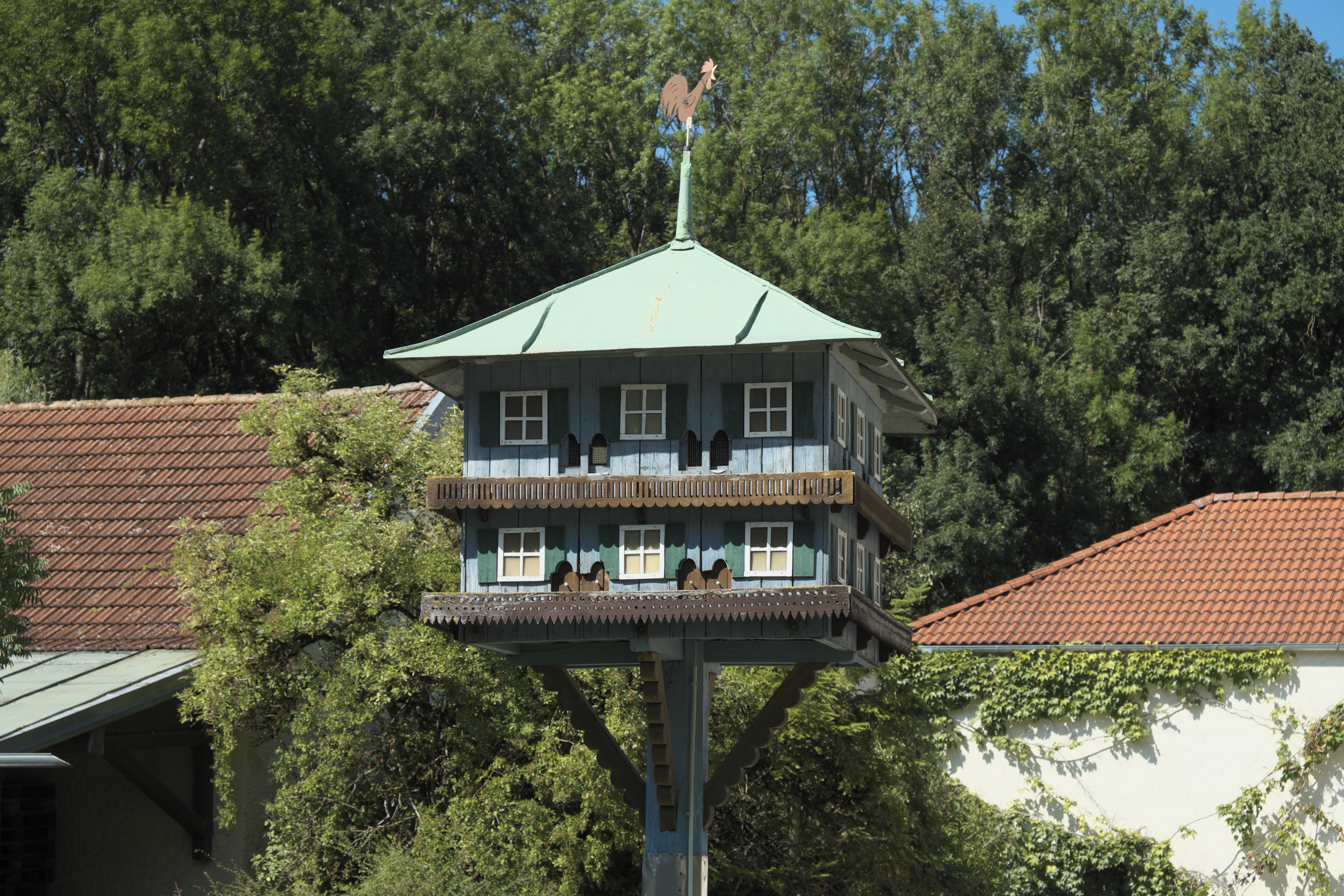
Taubenhaus mit quadratischem Grundriss im ehemaligen Wallfahrtsort Mariabrunn in der Gemeinde Röhrmoos im Landkreis Dachau, spätes 20. Jahrhundert
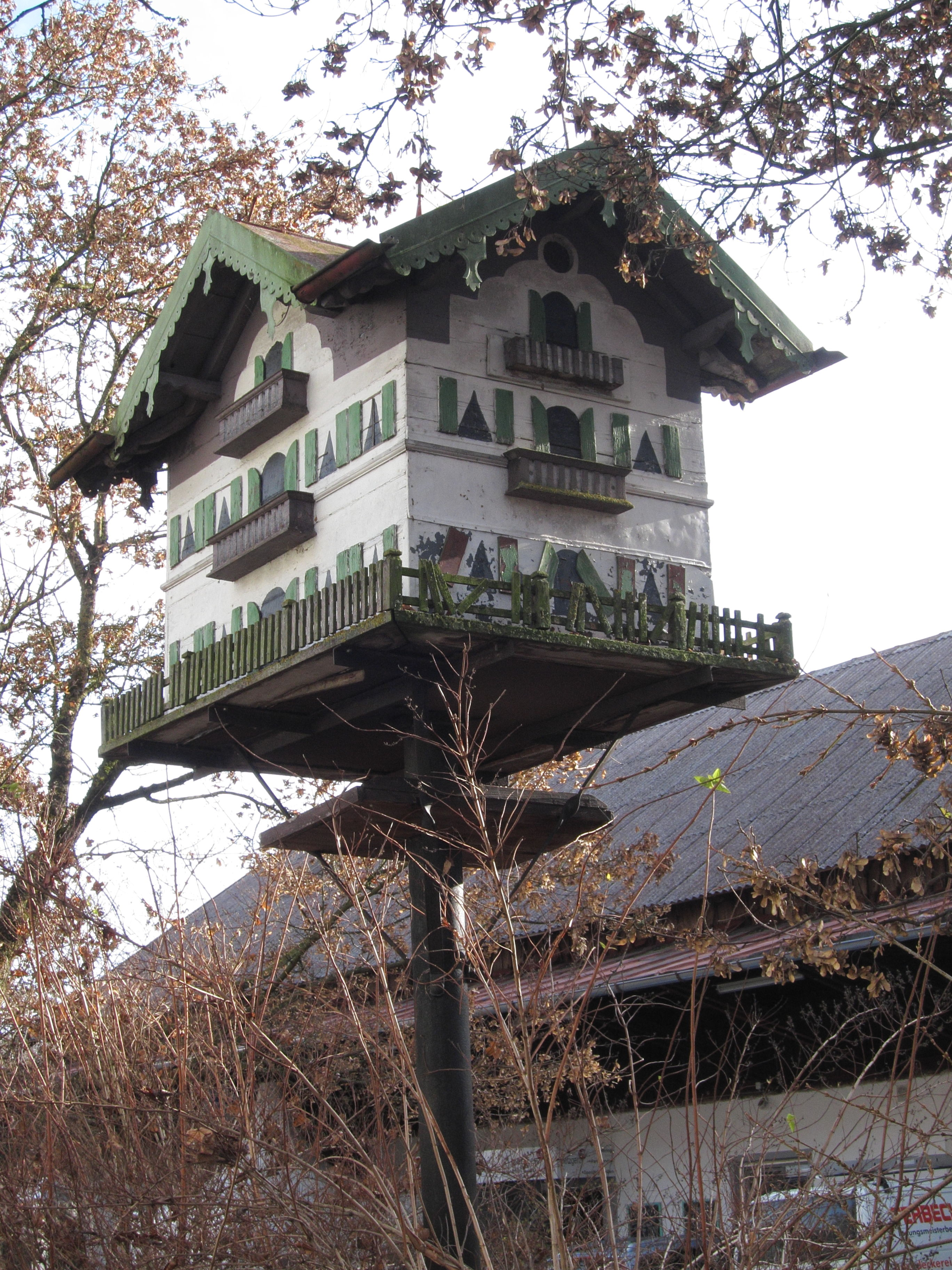
Taubenhaus mit quadratischem Grundriss im bayerischen Anzing, Anfang 20. Jahrhundert
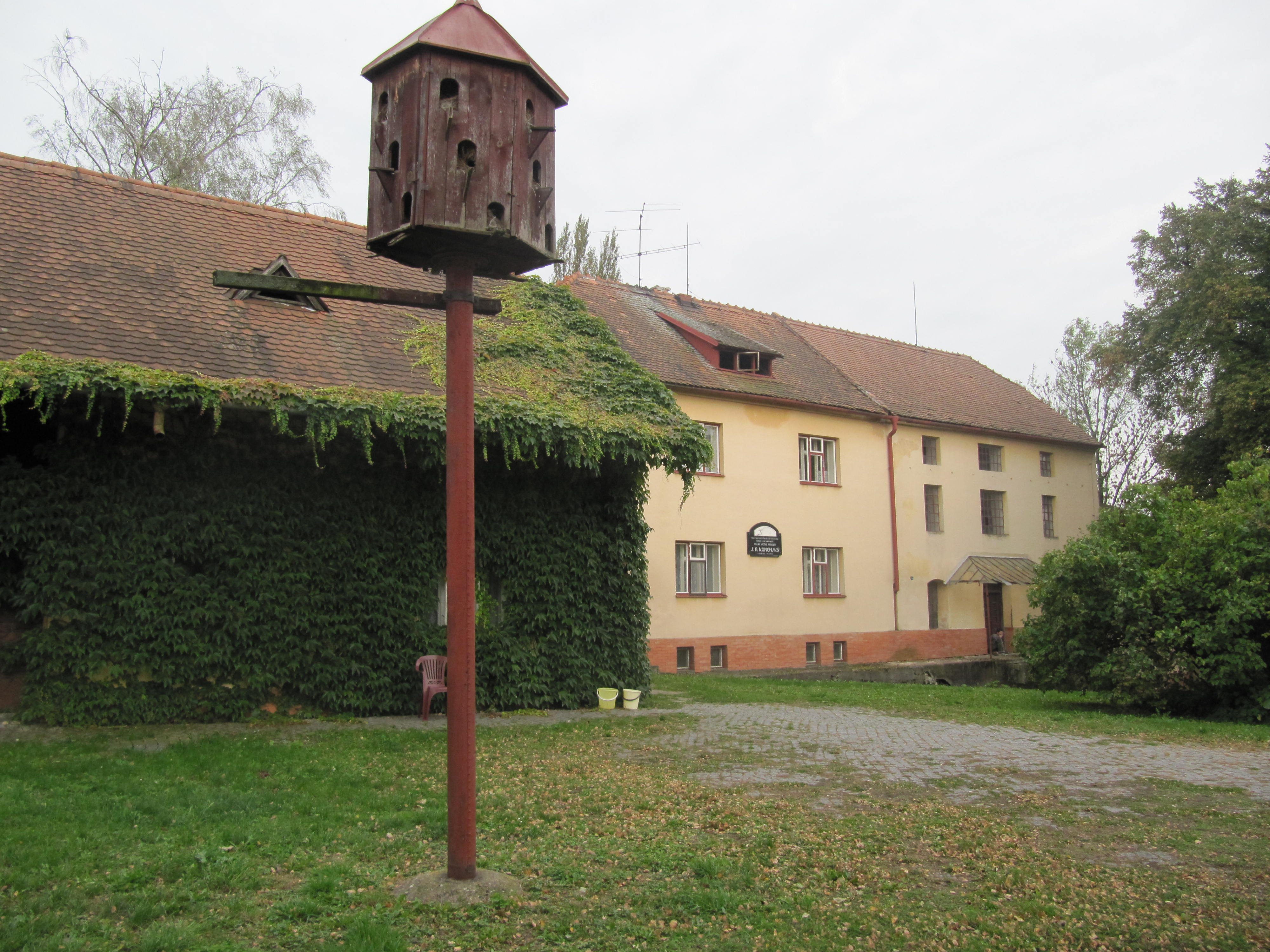
Sechseckiges Taubenhaus in Nivnice, Tschechien
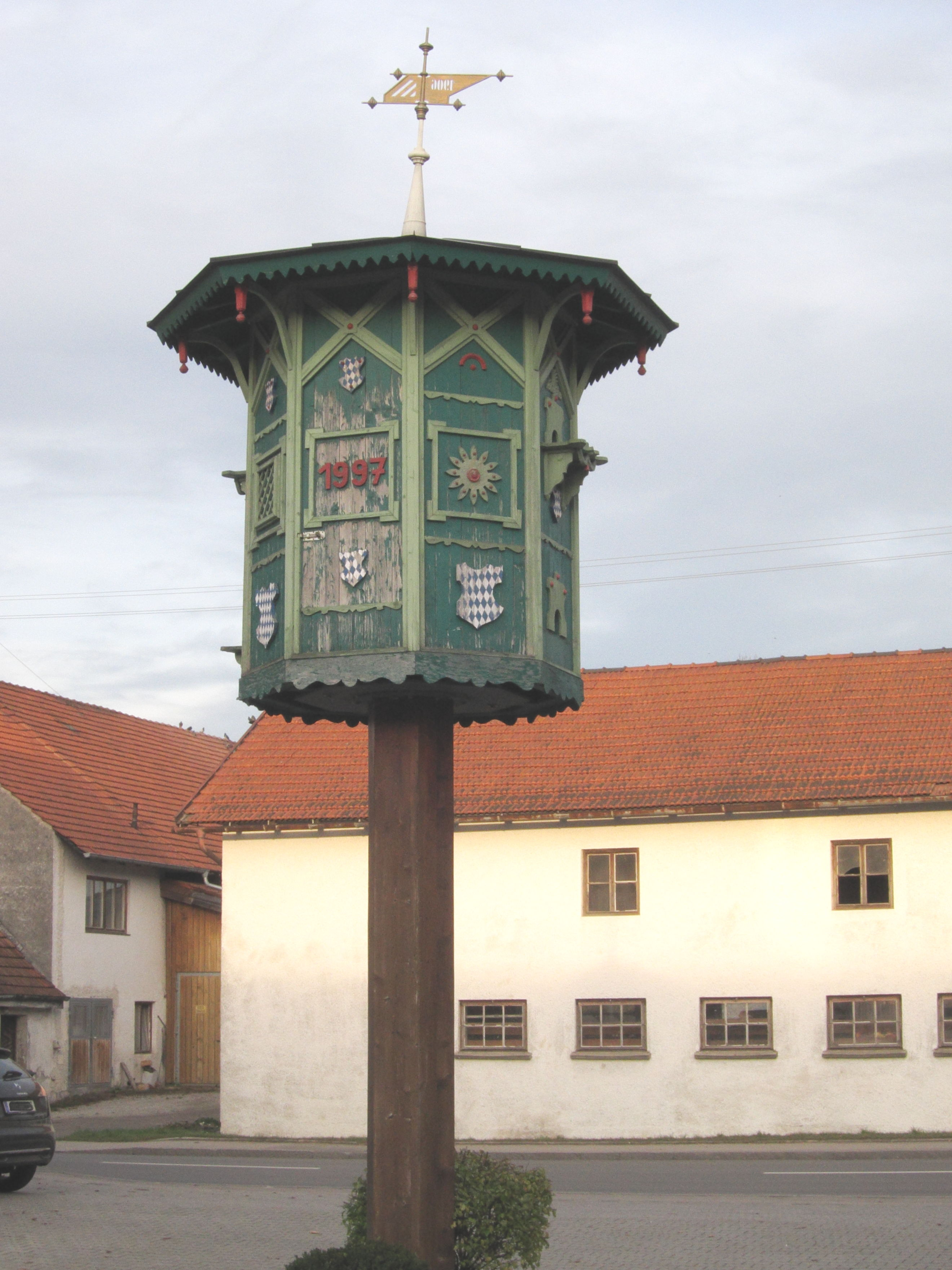
Achteckiges Taubenhaus in Landsham
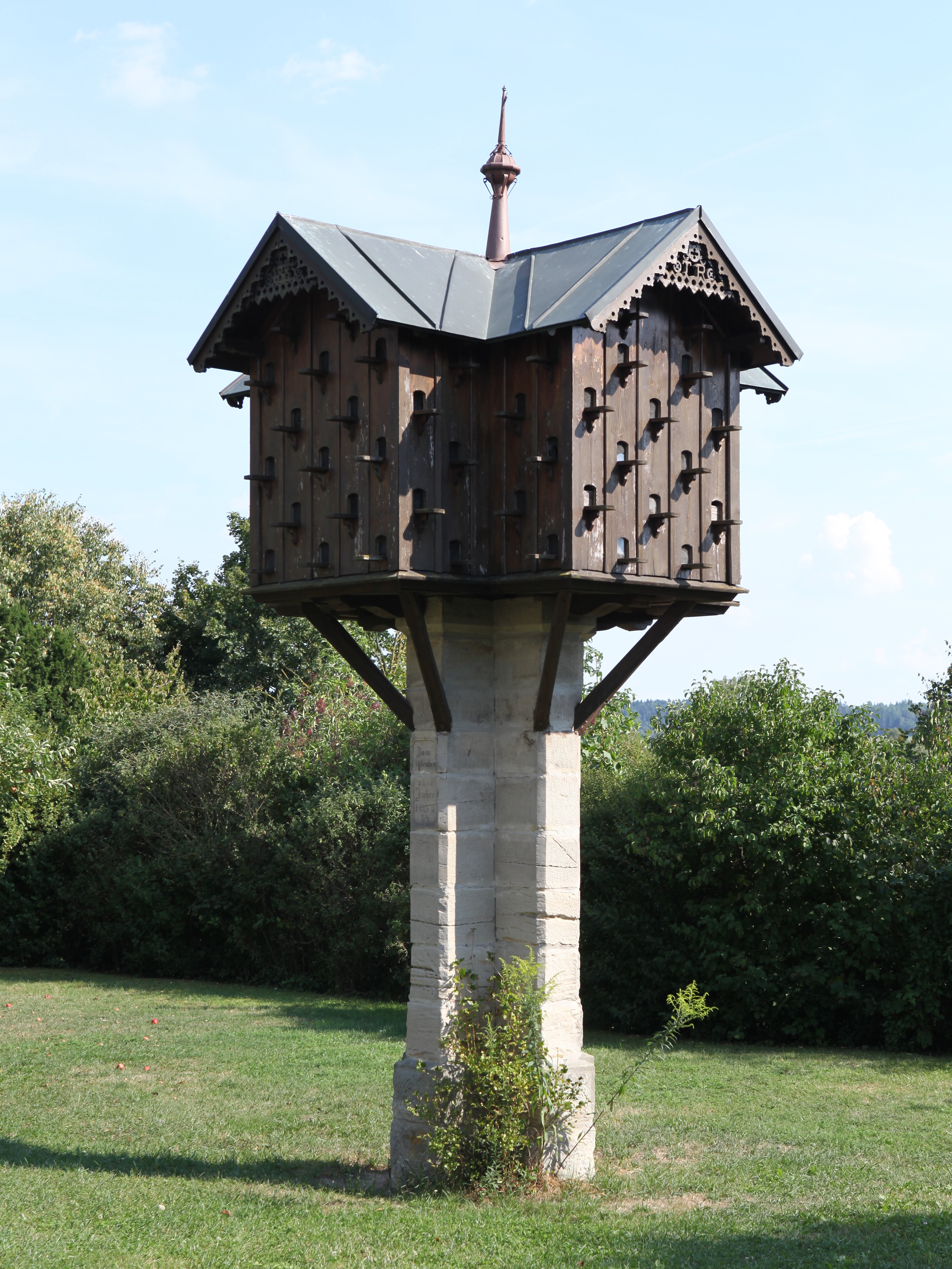
Kreuzförmiges Taubenhaus am Evangelischen Kirchengemeindehaus in Fechheim (Neustadt bei Coburg)

### Taubenräder

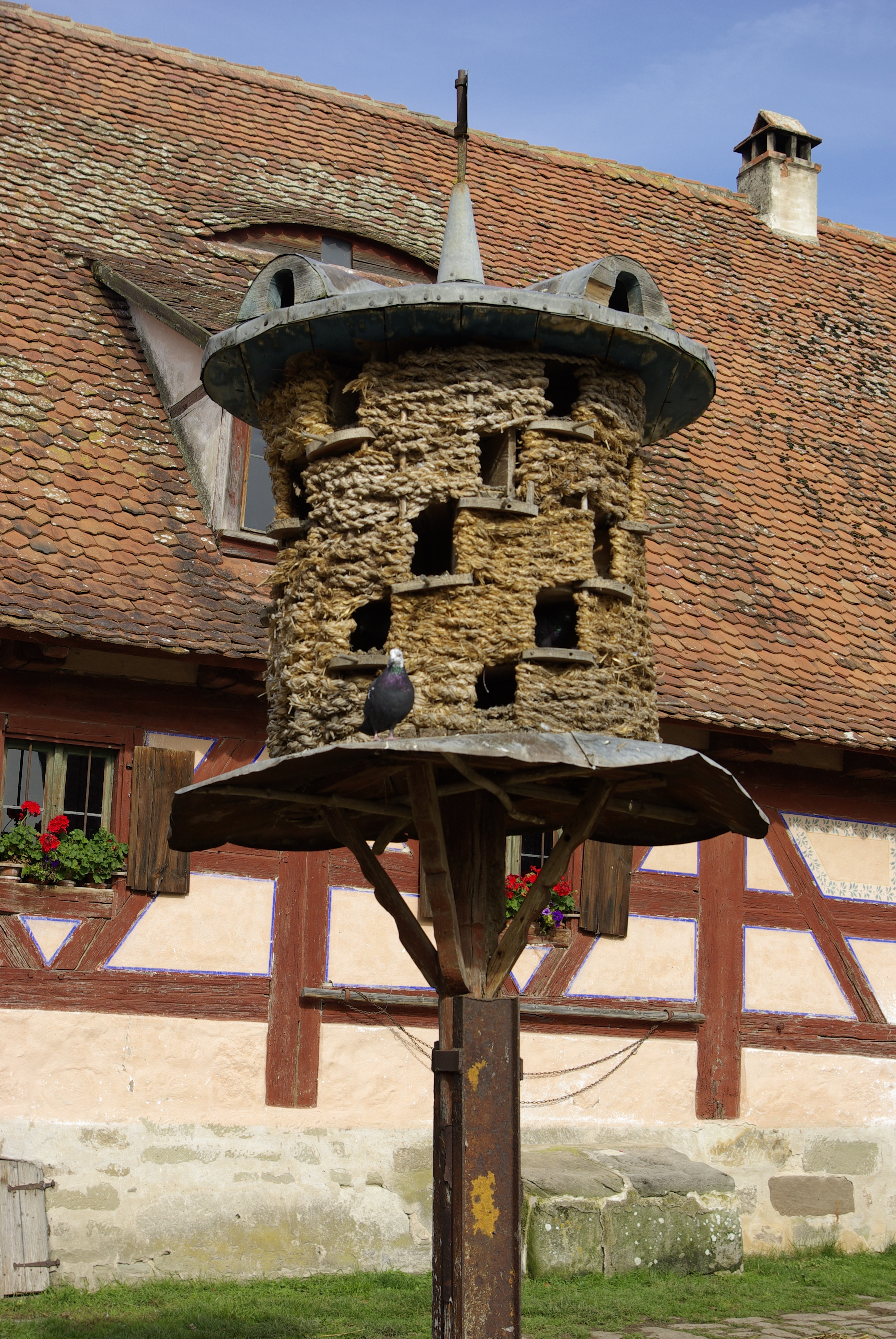
Einfaches Taubenrad im Fränkischen Freilandmuseum Bad Windsheim.

Taubenräder, auch Taubenradhäuser oder Radkobel, sind eine besondere Form des Taubenhauses, dem ein Wagenrad als Boden dient. Dieses ist waagerecht mit einem Achsstumpf verbunden und wird, wie das Taubenhaus, auf einen Pfosten aufgesetzt. Einige sind drehbar gelagert. Das Wagenrad ist mit der Grundplatte verbunden, in die senkrechte Stäbe eingesetzt sind, um die ein Flechtwerk aus Stroh gewunden ist. Bei traditionellen Taubenrädern wurde meist Roggenstroh verwendet, moderne Taubenräder besitzen ein Flechtwerk aus Sisal. Je Taubenpaar sind zwei Brutnischen vorgesehen, deren Einflugöffnungen ausgespart wurden. Ihre Anzahl variiert nach der Größe des Hauses, die mit 55 Zentimetern bis 1,3 Metern im Durchmesser angegeben wird. Ein Anstrich schützt das Geflecht vor Witterungseinflüssen.
Zur Zierde hängen an einigen Taubenrädern gedrechselte kleine Holzglocken, Eicheln oder Tannenzapfen. Zur individuellen Ausschmückung wird auch das Dach genutzt: einige besitzen Erker mit Türmchen und Kugeln oder Wetterfahnen. Gestanzte Kupferblechstreifen dienen ebenfalls diesem Zweck.

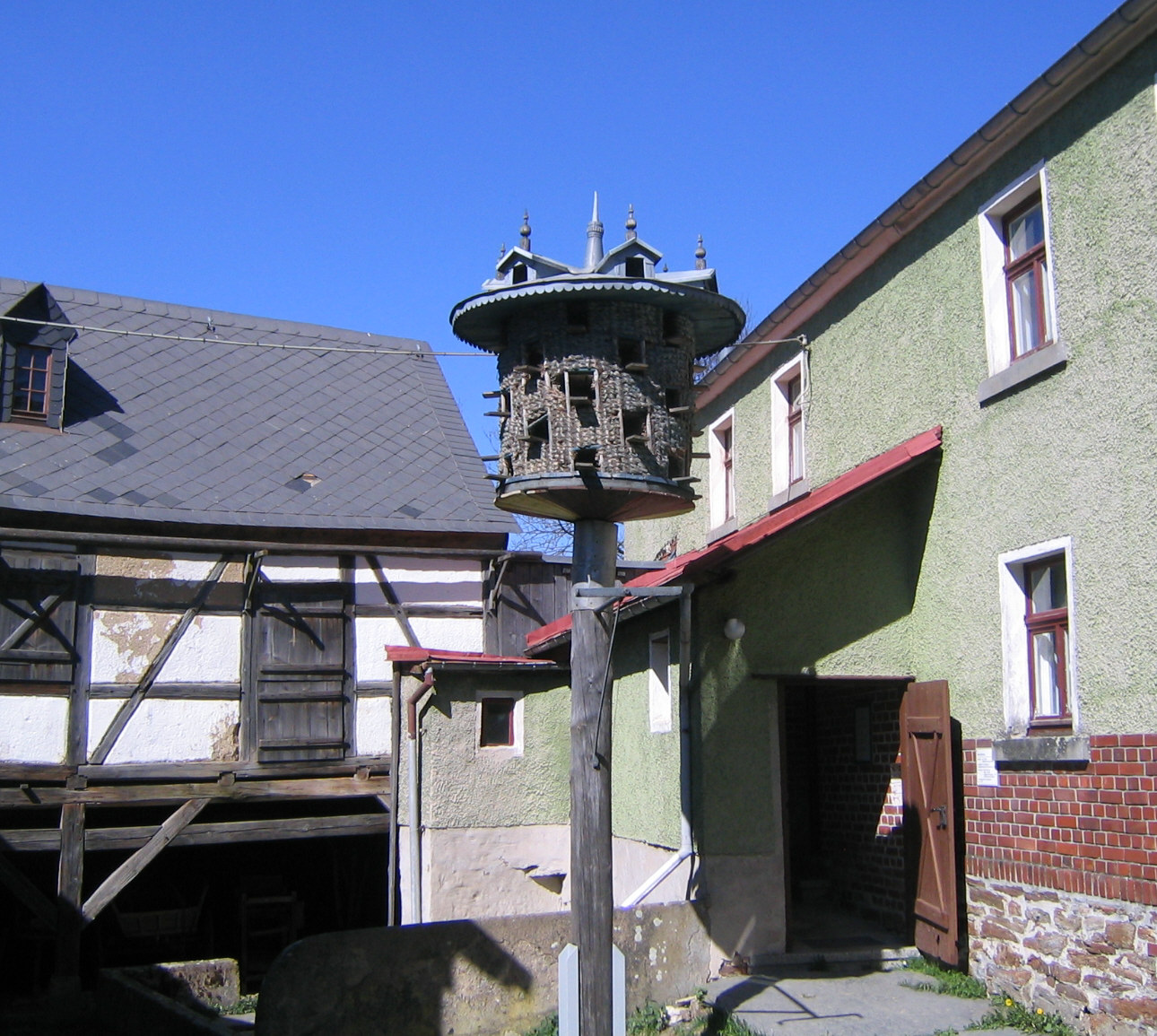
Taubenrad im Vogtländischen Freilichtmuseum Landwüst
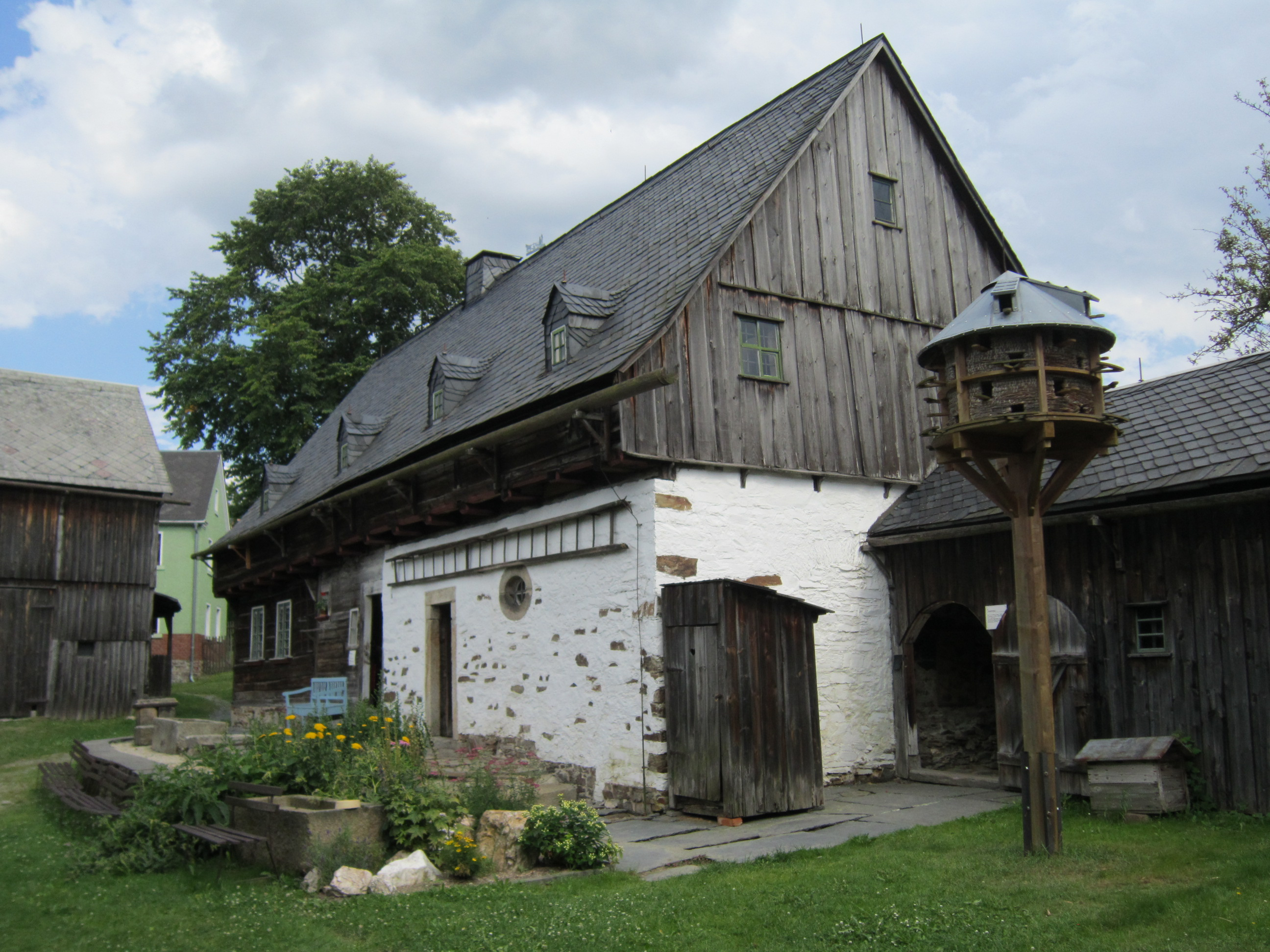
Ein zweites Taubenrad im Vogtländischen Freilichtmuseum Landwüst